# Gene Krupa
Gene Krupa (Chicago, 15 januari 1909 – Yonkers, 16 oktober 1973) was een van de invloedrijkste Amerikaanse bigband-drummers in de geschiedenis van de jazz. Hij stond bekend om zijn energieke en flamboyante manier van spelen. Zijn ouders kwamen uit Polen.

## Loopbaan
Krupa begon zijn muzikale carrière in Wisconsin. Daar maakte hij zijn eerste opnames in 1927 met banjospeler Eddie Condon en Red McKenzie. Tevens was dit de eerste keer dat er werd opgenomen met een volledig drumstel. Tot die tijd werd er alleen gebruikgemaakt van de snaredrum en van bekkens.
In 1929 verhuisde Krupa naar New York, waar hij ging spelen met Red Nichols. In 1934 voegde hij zich bij de band van Benny Goodman, waardoor hij een nationale beroemdheid werd, mede door het succes van het nummer Sing Sing Sing. Bovendien maakte hij een deel uit van het Benny Goodman trio, met pianist Teddy Wilson en Goodman. Later werd daar ook nog Lionel Hampton (vibrafoon) aan toegevoegd. In 1938 verliet hij Goodman om zijn eigen band te vormen. Hij werkte onder meer samen met zangeres Anita O'Day en trompettist Roy Eldridge. Ook maakte hij deel uit van de film Ball Of Fire uit 1941, waarin hij een lange versie van het nummer Drum Boogie speelde met zijn band.
In 1943 kwam hij op negatieve wijze in het nieuws, nadat hij was opgepakt voor het in het bezit hebben van marihuana. Hiervoor heeft hij korte tijd in de cel gezeten. Na zijn vrijlating breidde hij zijn band uit door het toevoegen van strijkers en saxofonist Charlie Ventura. Hierdoor bestond zijn bigband bij veel optredens uit bijna 40 muzikanten, wat het de grootste swingband van die tijd maakte. Vanaf 1951 speelde Krupa alleen nog maar in trio's of kwartetten (wat inhoudt dat een groepje muzikanten uit - respectievelijk - drie of vier man bestaat). Ook was hij regelmatig nog te bewonderen tijdens de Jazz At The Philharmonic shows.
Eind jaren 60 ging hij met pensioen. Slechts af en toe speelde hij nog voor publiek, totdat hij in 1973 overleed aan leukemie.
Op de in 2019 door het tijdschrift Rolling Stone gepubliceerde ranglijst van 100 beste drummers in de geschiedenis van de popmuziek kreeg Gene Krupa de 7e plaats toegekend.

## Invloed
Naast de belangrijke rol die Krupa heeft gespeeld op het gebied van de jazz, is hij in het verleden ook meermalen genoemd als groot voorbeeld voor moderne rockdrummers. Zo werd hij als een invloed gezien door Ian Paice van Deep Purple, John Bonham van Led Zeppelin, Keith Moon van The Who, Neil Peart van Rush en Peter Criss van KISS.
Minstens zo belangrijk is het feit dat hij in 1927 de eerste drummer ooit was die de bassdrum gebruikte bij geluidsopnames. Zijn drum methodes werden in 1938 voor het eerst op papier gezet, waarna die manier van noteren de standaard werd.